# Sniper 2
Sniper 2 (en Argentina: El Francotirador 2, en España: Becket: La última misión y en Guatemala y México: Asesino de la torre 2) es una película estadounidense de acción para la televisión estrenada en el año 2002. Fue dirigida por Craig R. Baxley, producida por Sandstorm Films y distribuida por TriStar Pictures. El guion fue escrito por Ron Mita y Jim McClain basándose en los personajes originales de Michael Frost Beckner y Crash Leyland. Los papeles protagónicos son interpretados por Tom Berenger como Thomas Beckett y Bokeem Woodbine como B. Jack Cole para completar una misión de francotirador en Los Balcanes, con la ayuda de Sophia (Erika Marozsán) como facilitadora insurgente.

## Argumento
El sargento maestro de artillería Thomas Beckett (Tom Berenger) en estado de retiro es reclutado como francotirador por el agente de la CIA Eckles (Dan Butler) y el coronel de Estados Unidos Dan McKenna (Linden Ashby) para completar una misión suicida en Los Balcanes.
Para completar la misión, es reclutado un presidiario que cumple una condena a muerte, el sargento tirador de fuerzas especiales B. Jack Cole (Bokeem Woodbine) como observador de francotirador y comunicador bilingüe, además de Sophia (Erika Marozsán) como facilitadora insurgente local, con el objetivo de matar a un general rebelde acusado de dirigir una operación genocida de reducción étnica en un lugar conocido como "Tierra de nadie".
Durante la misión, Beckett se ve en conflicto tras la captura de uno de los aliados y al descubrir que el gobierno lo ha estado utilizando para completar otros objetivos ocultos, dificultando su supervivencia.

## Reparto
El elenco de la precuela no fue renovado, a excepción del personaje principal Thomas Beckett (Tom Berenger) nuevamente como protagonista.
| Personaje                          | Actor             |
| ---------------------------------- | ----------------- |
| Sargento Thomas Beckett            | Tom Berenger      |
| Sargento B. Jack Cole              | Bokeem Woodbine   |
| Sophia                             | Erika Marozsán    |
| Pavel                              | Tamás Puskás      |
| Agente Eckles                      | Dan Butler        |
| Coronel Dan McKenna                | Linden Ashby      |
| Insurgente Vojislav                | Barna Illyés      |
| Insurgente Zoran                   | Ferenc Kovács     |
| Klete                              | Dennis Hayden     |
| Capitán Marks                      | Can Togay         |
| (Francotirador con Scar)           | Béla Jáki         |
| (Silueta en las sombras)           | László Áron       |
| (Prisionero)                       | Lukács Bicskey    |
| Nauzad                             | Zoltán Seress     |
| Tony                               | Tas Szöllösi      |
| Dan                                | Ben O'Brien       |
| Gus                                | Andrew Hefler     |
| General Valstoria                  | Peter Linka       |
| (Teniente)                         | Ákos Horváth      |
| (Técnico #1)                       | Ray Valentine     |
| (Técnico #2)                       | Matt Devere       |
| (Policía de control de carreteras) | István Göz        |
| (Peatón #1)                        | László Szili      |
| (Peatón #2)                        | Erzsébet Szloboda |
| (Peatón #3)                        | Gabriella Suki    |

## Entregas de la serie
Sniper 2 fue estrenada como secuela directa de Sniper (1993).
Está serie de películas ha dado a dado lugar a numerosas secuelas, siendo sucedidas por: Sniper 3 (2004), Sniper: Reloaded (2011), Sniper: Legacy (2014), Sniper: Ghost Shooter (2016), Sniper: Ultimate Kill (2017), Sniper: Assassin's End (2020), Sniper: Rogue Mission (2022), Sniper: G.R.I.T. - Global Resonse & Intelligence Team (2023) y Sniper: The Last Stand (2025).